# هيو ر. بيج
هيو ر. بيج (بالإنجليزية: Hugh R. Page)‏ هو أستاذ جامعي أمريكي، ولد في 1956.